# Krishna Nagar
Krishna Nagar (nep. कृष्णनगर नगरपालिका) – gaun wikas samiti w zachodniej części Nepalu w strefie Lumbini w dystrykcie Kapilvastu. Według nepalskiego spisu powszechnego z 2001 roku liczył on 1282 gospodarstw domowych i 9757 mieszkańców (4641 kobiet i 5116 mężczyzn).